# Fabio Morena
Fabio Daniel Morena (* 19. März 1980 in Musberg) ist ein ehemaliger deutscher Fußballspieler  und heutiger -trainer und -funktionär. Er ist Teammanager bei Hannover 96.

## Karriere

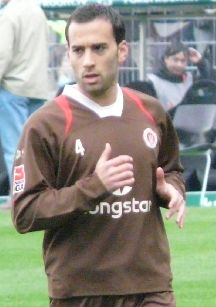
Fabio Morena (2008)

Morena hat italienische Vorfahren. Der Abwehrspieler begann seine Laufbahn beim TSV Musberg. Dort spielte er in der Jugend von 1984 bis 1990. 1990 wechselte er nach Stuttgart zu den Stuttgarter Kickers, 1995 zum Stadtkontrahenten der Kickers, dem VfB Stuttgart. Dort spielte er bis 2002, schaffte allerdings nie den Sprung in die 1. Mannschaft, deshalb zog es ihn nach Spanien zum Drittdivisionär FC Alicante. Nach einem Jahr kam der damals 23-Jährige zurück nach Deutschland, diesmal zum FC St. Pauli.
Morena erhielt im Spiel gegen Greuther Fürth die damals schnellste Rote Karte im deutschen Profifußball: Das Spiel am 22. August 2008 lief erst seit 93 Sekunden, als er vom Platz gestellt wurde. Dieser Rekord wurde am 21. August 2010 von Kölns Youssef Mohamad (87 Sekunden) unterboten. Am 21. Mai 2012 gab der Verein bekannt, dass man in Zukunft getrennte Wege gehen werde.
Am 31. Mai 2012 unterschrieb Morena einen Zweijahresvertrag beim Zweitligaaufsteiger SV Sandhausen, konnte sich dort aber nicht durchsetzen. Im August 2013 wurde der Vertrag im gegenseitigen Einvernehmen aufgelöst. Morena wechselte daraufhin in die zweite Mannschaft des Hamburger SV in die viertklassige Regionalliga Nord. Nach der Saison 2014/15 verließ er den HSV. Er begann als Assistenztrainer beim Niendorfer TSV. 2016 wurde er Teammanager bei Hannover 96.

## Erfolge
- 1997 Teilnahme bei der U17 Fußball-Weltmeisterschaft in Ägypten
- 2007 Aufstieg mit dem FC St. Pauli in die 2. Bundesliga
- 2006 Einzug ins DFB-Pokal-Halbfinale mit dem FC St. Pauli
- 2010 Aufstieg mit dem FC St. Pauli in die 1. Bundesliga